# Verwaltungsgliederung Deutschlands
Die Verwaltungsgliederung Deutschlands bezeichnet die in der Bundesrepublik Deutschland bestehenden vertikalen administrativen Strukturen.

## Eigenstaatlichkeit von Bund und Ländern
Die Verwaltungsgliederung ist zunächst dadurch gekennzeichnet, dass aufgrund des Föderalismus zwischen zwei staatlichen Ebenen (Bund und Länder) unterschieden werden muss.
Die Länder bilden dabei nicht im organisatorischen Sinne eine Verwaltungsuntergliederung des Bundes, sondern allenfalls im funktionellen Sinne bei der Bundesverwaltung durch landeseigene Verwaltung.
In organisatorischer Hinsicht sind zu unterscheiden:
- Bundeseigene Verwaltung
  - unmittelbare Bundesverwaltung (durch Bundesbehörden)
  - mittelbare Bundesverwaltung (insbesondere durch bundesunmittelbare Körperschaften)
- Landeseigene Verwaltung
  - unmittelbare Landesverwaltung (durch Landesbehörden)
  - mittelbare Landesverwaltung (insbesondere durch kommunale Körperschaften)

In funktioneller Hinsicht kann unterschieden werden zwischen:
- Bundesverwaltung durch bundeseigene Verwaltung
- Bundesverwaltung durch landeseigene Verwaltung im Auftrag des Bundes
- Bundesverwaltung durch landeseigene Verwaltung als eigene Angelegenheit der Länder
- Landesverwaltung durch landeseigene Verwaltung

## Verwaltungsgliederung der einzelnen Länder
Jedes der Länder der Bundesrepublik Deutschland weist eine eigene Verwaltungsgliederung auf. Die Strukturen der verschiedenen Länder sind nur zum Teil vergleichbar.
Nach dem Grundsatz der Einräumigkeit soll jedoch in allen Ländern der örtliche Zuständigkeitsbereich der allgemeinen Behörden und der Sonderbehörden sowie der verschiedenen Sonderbehörden untereinander territorial deckungsgleich und diese unterschiedlichen Behörden für ein und dasselbe geographische Gebiet zuständig sein („verwaltungsgeographische Kongruenz“).
Dabei bestehen in allen Ländern Gemeinden, die in den Stadtstaaten Berlin und Hamburg allerdings mit dem Land identisch sind. Der Zweistädtestaat Freie Hansestadt Bremen ist in nur zwei Stadtgemeinden (Bremen und Bremerhaven) gegliedert. In den übrigen 13 Ländern (Flächenstaaten) sind die kleineren Gemeinden in Landkreisen oder ähnlichen Gemeindeverbänden zusammengefasst.
Kleine und kleinste Gemeinden gehören teilweise noch zu einem Amt oder ähnlichen Gemeindeverband. Unterhalb der Ebene der Gemeinde finden sich in den größten Städten weitere Verwaltungseinheiten. In manchen Ländern existieren oberhalb der Kreisebene höhere Kommunalverbände.

## Übersicht über die Verwaltungsebenen

Verwaltungsgliederung Deutschlands in Länder, Regierungsbezirke, Landkreise und kreisfreie Städte

Unter Vorbehalt der Eigenstaatlichkeit der Länder und der Eigentümlichkeiten der Verwaltungsgliederung innerhalb der Länder kann schematisch wie folgt unterschieden werden (in Klammern die standardisierten Bundesland-Kürzel laut Liste der ISO-3166-2-Codes für Deutschland):
- 1. Bund
- 2. Land
- 3. Staatliche Mittelinstanz:
  - Regierungsbezirk (BW, BY, HE, NW)
  - Aufsichts- und Dienstleistungsdirektion (RP)
  - Landesverwaltungsamt (ST, TH)
  - Struktur- und Genehmigungsdirektion (RP)
- 4. Staatliche Unterinstanz: Landrat, Oberbürgermeister als untere Landesbehörde
- 5. Höhere Kommunalverbände:
  - Landschaftsverband (NW)
  - Bezirk (BY)
  - Bezirksverband Pfalz (RP)
  - Regionalverband Körperschaften des öffentlichen Rechts (BW)[1]
- 6. Kreisebene:
  - Landkreis (BW, BY, BB, HE, MV, NI, RP, SL, ST, SN, TH)
  - Kreis (NW, SH)
  - Kreisfreie Stadt (BY, BB, HB [Bremerhaven], HE, MV, NI, NW, RP, SH, ST, SN, TH)
  - Stadtkreis (nur BW)
  - Stadtgemeinde (HB)
  - Region Hannover (NI)
  - Regionalverband Saarbrücken (SL)
  - Städteregion Aachen (NW)
- 7. Verwaltungseinheit zwischen Gemeinde und Kreis:
  - Amt (BB, MV, SH)
  - Gemeindeverwaltungsverband (BW, HE)
  - Samtgemeinde (NI)
  - Verbandsgemeinde (RP, ST)
  - Vereinbarte Verwaltungsgemeinschaft (BW)
  - Verwaltungsgemeinschaft (BY, SN, TH)
  - Verwaltungsverband (SN)
- 8. Gemeindeebene:
  - Gemeinde
  - Stadt
  - Markt
  - Stadtgemeinde (HB)
  - Land (BE)
  - Freie und Hansestadt (HH)
- 9. Subkommunale Verwaltungseinheiten:
  - Bezirk (BE, HH)
  - Ortsbezirk (HE, RP)
  - Stadtbezirk (BY, NI, NW, SN)